# Open64
Open64是一套針對Itanium 及 x86-64架構最佳化的編譯器，它以GNU自由文档许可证所發行。Open64源自於一套SGI為MIPS R10000處理器所開發的編譯器MIPSPro，它於2000年首次發行並命名為Pro64，隔年特拉华大学將其改名為Open64並為其把關。目前Open64經常作為編譯器以及计算机系统结构研究領域的研究平台。Open64使用Whirl中介碼，支援的語言包括C语言、C++及Fortran 77/95以及OpenMP，它可以進行高品質的跨行程最佳化及分析(interprocedural analysis)、数据流分析、資料相依性分析以及陣列區域分析；而支援的操作系統包括Linux及類Unix系統；Open64支援的處理器架構包括IA-32（x86）與x86-64、IA-64、龙芯（MIPS）及PowerPC。

## 外部連結
- Open64官方網站